# Dum diversas

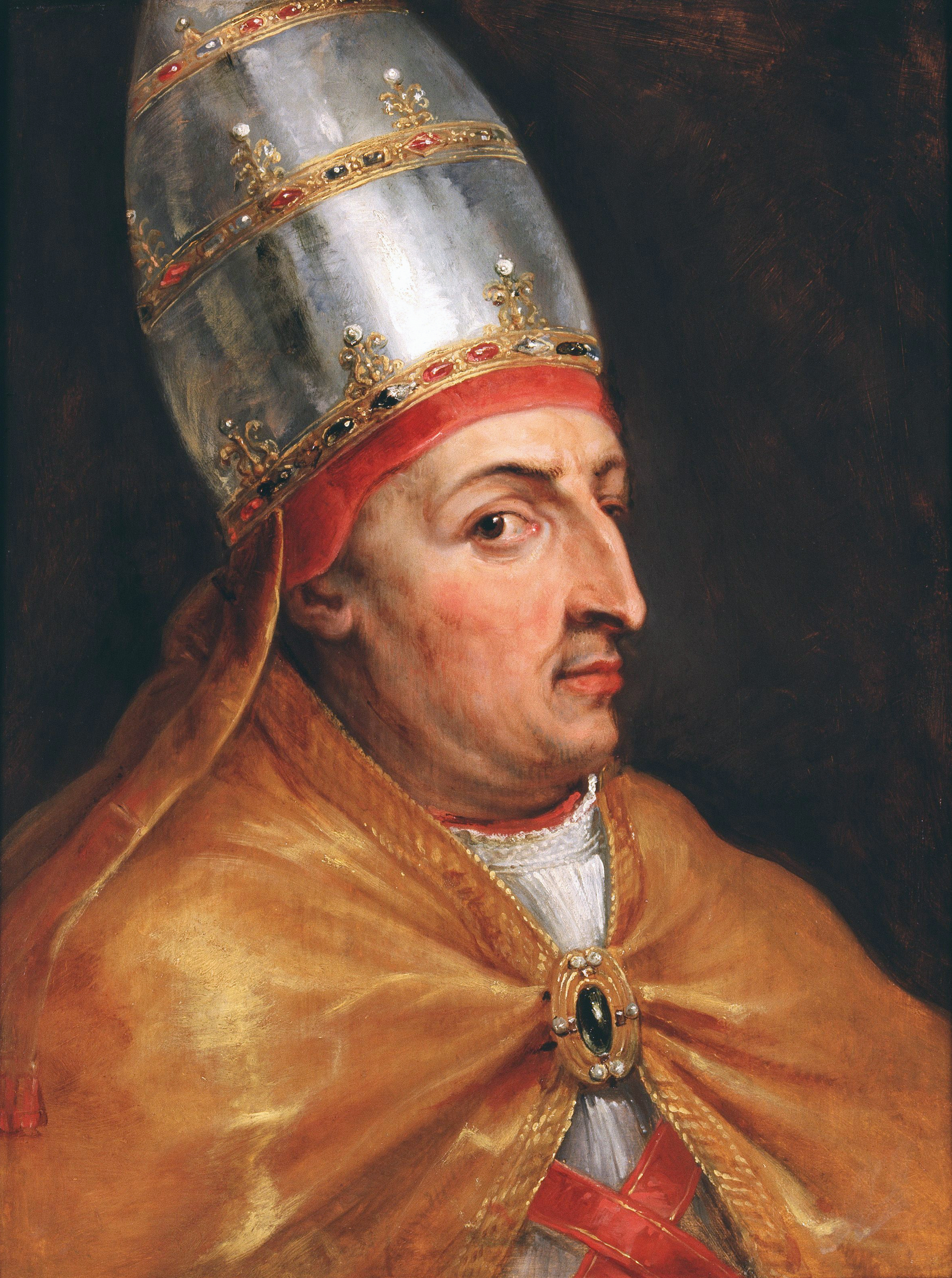
Paus Nicolaas V

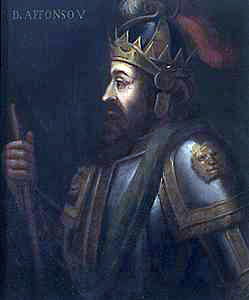
koning Alfons V van Portugal

Dum diversas is een bul (een pauselijke brief) uit 1452, waarin paus Nicolaas V de toestemming gaf aan koning Alfons V van Portugal om niet-katholieke landen te veroveren en de mensen tot in de eeuwigheid te onderwerpen. Velen lezen hierin de pauselijke toelating van de Trans-Atlantische slavenhandel.

## Voorgeschiedenis
Koning Alfons V van Portugal wilde meer grondgebied veroveren in Afrika. Hij schreef een brief naar paus Nicolaas V om raad te vragen. De paus wilde pas gehoor geven aan deze vraag als de koning legers stuurde naar het Byzantijnse Rijk, om te helpen tegen de invallende Turken. De Portugese militaire steun kon het tij niet keren en het Byzantijnse Rijk viel uiteindelijk. Paus Nicolaas V antwoordde de Portugese koning echter in de bul Dum diversas.

## Inhoud
Het antwoord van de paus, vrij vertaald uit het Latijn:
“Hierbij verlenen wij u (koning Alfons V van Portugal) met ons Apostolisch Gezag de volledige en vrije toestemming om de Saracenen, heidenen en alle andere ongelovigen en vijanden van Christus waar ze ook zijn aan te vallen, er jacht op te maken, gevangen te nemen en te onderwerpen, alsmede hun koninkrijken, hertogdommen, graafschappen, prinsdommen en andere territoria en (…) hun personen in eeuwige slavernij te voeren.”
De paus wil hiermee zeggen dat koning Alfons V van Portugal iedere ongelovige mag aanvallen en overheersen. De paus plaatste deze strijd onder de noemer 'Heilige oorlog' en beloofde alle zonden die tijdens deze strijd zouden worden begaan te vergeven. Concreet gaf hij de toestemming om de Afrikaanse landen te veroveren en de inwoners als slaven te gebruiken.
Velen lezen hierin de pauselijke toelating van de slavernij, maar niet iedereen is het hiermee eens. Sommigen geloven dat de paus enkel een bekering van ongelovigen, vooral van de moslims, wou.
Dit standpunt werd nog eens herhaald door paus Nicolaas V in de bul Romanus Pontifex uit 1455, die de Portugezen de toelating gaf meer nieuwe gebieden te veroveren.
Een jaar later bevestigde paus Calixtus III dit standpunt in de bul Inter Caetera. Ook Sixtus IV (1481) en Leo X (1513) bevestigden het antwoord van de paus uit de bul Dum diversas.